# 344 Desiderata
Desiderata (asteroide 344) é um asteroide da cintura principal com um diâmetro de 132,27 quilómetros, a 1,77499305 UA. Possui uma excentricidade de 0,31596263 e um período orbital de 1 526,75 dias (4,18 anos).
Desiderata tem uma velocidade orbital média de 18,4898901 km/s e uma inclinação de 18,35607509º.
Este asteroide foi descoberto em 15 de Novembro de 1892 por Auguste Charlois.